# Refugio de Vida Silvestre Pasochoa
Das Refugio de Vida Silvestre Pasochoa befindet sich 25 km südlich vom Stadtzentrum der ecuadorianischen Hauptstadt Quito. Das 6,19 km² große Schutzgebiet wurde im Jahr 1996 eingerichtet. Es wurde anfangs von Fundacion Natura betreut.

## Lage
Das Refugio de Vida Silvestre Pasochoa liegt in den Parroquias Uyumbicho und Tambillo im Kanton Mejía im Süden der Provinz Pichincha. Das Schutzgebiet umfasst die eingestürzte Caldera des erloschenen Vulkans Pasochoa und reicht vom 4200 m hohen Gipfel die Westflanke hinab bis auf eine Höhe von etwa 2800 m. Das Gebiet wird über den Río San Pedro, linker Quellfluss des Río Guayllabamba, entwässert.

## Ökologie
Das Schutzgebiet dient der Erhaltung eines noch ursprünglichen Anden-Bergwalds in der schwer zugänglichen Caldera des Vulkans. Zur Fauna des Gebietes gehören der Puma, der Weißwedelhirsch und der Andenschakal. Zur Vogelwelt gehören der Schwertschnabelkolibri (Ensifera ensifera), der Rostkolibri (Aglaeactis cupripennis) und der Langschwanz-Höschenkolibri (Eriocnemis luciani).